# Berkheya schinzii
Berkheya schinzii là một loài thực vật có hoa trong họ Cúc. Loài này được (O.Hoffm.) O.Hoffm. mô tả khoa học đầu tiên năm 1894.